# Paula Freitas
Paula Freitas ist ein brasilianisches Munizip im Süden des Bundesstaats Paraná. Es hat 5.666 Einwohner (2022), die sich Paula-Freitenser nennen. Seine Fläche beträgt 421 km². Es liegt 750 Meter über dem Meeresspiegel.

## Etymologie
Ende des 19. Jahrhunderts war die Gegend unter dem Namen Estacios bekannt. Denn 1871 hatte sich am rechten Ufer des Iguaçu Manoel Estácio de Paula niedergelassen. Nach ihm wurde der Flusshafen Porto dos Estácios genannt. 
Der Bahnhof, der am 26. Februar 1905 eingeweiht wurde, erhielt den Namen Paula Freitas nach dem Eisenbahn-Ingenieur Antônio de Paula Freitas. Der damalige Distrikt Estácios wurde 1938 offiziell in Paula Freitas umbenannt.

## Geschichte

### Besiedlung
Im Jahr 1871 ließ sich Manoel Estácio de Paula als der erster Bewohner der Gegend hier nieder.
Ab 1905 erreichte die Eisenbahnlinie São Paulo – Rio Grande (später Rede de Viação Paraná-Santa Catarina, heutige Rumo Logística) den Ort. 
Der Kolonisierungsprozess wurde nicht nur von Leuten aus Rio Grande do Sul und Santa Catharina vorangetrieben, sondern auch von einer großen Zahl von Pionieren von weiter her. Sie begannen ab den 1920er Jahren, das Land zu besiedeln. Namentlich bekannt sind die Familien Estácios, Marés de Souza, Gasparin, Lara, Cordeiro, Marques, Afonso, Bueno, Schwartz, Gabardo und Hermann. Sie verwandelten die Region in eines der Bollwerke der Zivilisation im Hinterland von Paraná. Später gründeten polnische Einwanderer die Kolonie Carazinho.
Im Laufe der Zeit wurden in der Nähe des Iguaçu Sägemühlen errichtet, um den Transport mit Flussschiffen zu ermöglichen. Die Distriktverwaltung begann ihre Arbeit im Dorf Paula Freitas, da dort der Zugang und die Verbindungswege in andere Gemeindeteile leichter zugänglich waren.

### Erhebung zum Munizip
Paula Freitas wurde durch das Staatsgesetz Nr. 4788 vom 29. November 1963 aus União da Vitória ausgegliedert und in den Rang eines Munizips erhoben. Es wurde am 8. Dezember 1964 als Munizip installiert.

## Geografie

### Fläche und Lage
Paula Freitas liegt auf dem Segundo Planalto Paranaense (der Zweiten oder Ponta-Grossa-Hochebene von Paraná). Seine Fläche beträgt 421 km². Es liegt auf einer Höhe von 750 Metern.

### Vegetation
Das Biom von Paula Freitas ist Mata Atlântica.

### Klima
Das Klima ist gemäßigt warm. Es werden hohe Niederschlagsmengen verzeichnet (1455 mm pro Jahr). Im Jahresdurchschnitt liegt die Temperatur bei 17,4 °C. Die Klimaklassifikation nach Köppen und Geiger lautet Cfb.

### Gewässer
Paula Freitas liegt im Einzugsgebiet des Iguaçu an seinem rechten Ufer. Dieser bildet die südliche Grenze des Munizips zu Irineópolis (SC).

### Straßen
Paula Freitas liegt an der BR-476 von Porto União nach Curitiba. Diese ist im Gebiet des Munizips identisch mit der BR-153 (Transbrasiliana), die innerhalb von Paraná von União da Vitória nach Jacarezinho führt.

### Nachbarmunizipien
|                                       |                                             | Paulo Frontin                       |
| União da Vitória und Porto União (SC) | Kompassrose, die auf Nachbargemeinden zeigt | Irineópolis (SC) und Canoinhas (SC) |
|                                       |                                             |                                     |

## Stadtverwaltung
Bürgermeister: Sebastiao Algacir Dalpra, PSL (2021–2024)
Vizebürgermeister: Alcides Aparecido de Brito, PDT (2021–2024)

## Demografie

### Bevölkerungsentwicklung
| Jahr | Einwohner | Stadt | Land |
| ---- | --------- | ----- | ---- |
| 1970 | 4.695     | 13 %  | 87 % |
| 1980 | 4.519     | 14 %  | 86 % |
| 1991 | 4.665     | 32 %  | 68 % |
| 2000 | 5.060     | 43 %  | 57 % |
| 2010 | 5.434     | 51 %  | 49 % |
| 2022 | 5.666     |       |      |

Quelle: IBGE, bis 2010: Volkszählungen und Volkszählung 2022

### Ethnische Zusammensetzung
| Gruppe * | 1991    | 2000    | 2010    | wer sich als …                                                                   |
| --- | ------- | ------- | ------- | -------------------------------------------------------------------------------- |
| Weiße | 82,2 %  | 85,0 %  | 79,2 %  | weiß bezeichnet                                                                  |
| Schwarze | 0,4 %   | 1,0 %   | 1,5 %   | schwarz bezeichnet                                                               |
| Gelbe | 0,1 %   | 0,0 %   | 0,5 %   | von fernöstlicher Herkunft wie japanisch, chinesisch, koreanisch etc. bezeichnet |
| Braune | 17,0 %  | 13,7 %  | 18,8 %  | braun oder als Mischung aus mehreren Gruppen bezeichnet                          |
| Indigene | 0,0 %   | 0,0 %   | 0,0 %   | Ureinwohner oder Indio bezeichnet                                                |
| ohne Angabe | 0,3 %   | 0,3 %   | 0,0 %   |                                                                                  |
| Gesamt | 100,0 % | 100,0 % | 100,0 % |                                                                                  |
| *) Das IBGE verwendet für Volkszählungen ausschließlich diese fünf Gruppen. Es verzichtet bewusst auf Erläuterungen. Die Zugehörigkeit wird vom Einwohner selbst festgelegt. |         |         |         |                                                                                  |

Quelle: IBGE (Stand: 1991, 2000 und 2010)